# Parque Mirador de los Nevados
El Parque Mirador de los Nevados es un parque metropolitano ubicado en la localidad de Suba, al Noroccidente de Bogotá en Colombia, específicamente en la Carrera 86A n.º 145-50. Presenta una extensión de 6 hectáreas y cuenta con senderos, este mirador se encuentra sobre el occidente de la ciudad y se caracteriza por sus relictos de flora y fauna nativa. Recibe este nombre pues, desde su mirador, en días despejados, se pueden observar el Nevado del Tolima, el Nevado del Cisne, el Nevado del Ruiz y el Nevado de Santa Isabel ubicados en la Cordillera Central de los Andes colombianos.
El parque forma parte del resguardo indígena de Suba, se encuentra ubicado a 2882 metros sobre el nivel del mar y presenta una forma cóncava. Tiene forma de una rotonda gigante y quienes lo visiten se encontrarán con 9 puntos clave para visitar: la Plazoleta del Reloj, la Plazoleta Sua, la quebrada La Toma, los Obeliscos, la Plazoleta Moxa, la Plazoleta del Mirador, la Plazoleta del Equinoccio, la Plazoleta Bochica y la Plazoleta Astral o Bachué.
El Parque Mirador de los Nevados es un referente de alto valor ambiental y paisajístico que permite el disfrute pasivo y el aprendizaje. Para llegar al sitio los visitantes deben dirigirse a la Plaza Central de Suba y luego subir por el costado norte de la iglesia. Posteriormente cruzar a la izquierda y otra cuadra a la derecha, desde allí ya se divisa la portería de acceso. Este es un parque en donde habitan distintas especies únicas.

## Historia
El terreno del parque Mirador de los Nevados fue anteriormente un cementerio indígena. Luego, el predio se convirtió en la Finca La Toma de la que se extraía el agua para Suba. En 1950, este terreno se convirtió en una cantera donde se explotaban materiales para obras. Dentro de los destinos considerados para este terreno, luego de la clausura de la cantera, se pensó en convertir el lugar en escombrera, pero finalmente se optó por un parque de recreación pasiva; en efecto en 1997, la Universidad Nacional de Colombia en convenio con el Distrito inició los estudios para recuperar la Cantera de Suba y convertirla en un parque. Cuatro años después, en 2001 fue entregado. En la actualidad es administrado por la Secretaría Distrital de Ambiente.
Gracias al decreto 069 del 2002 fue constituido legalmente Parque Urbano Metropolitano constituyéndose no solo en un lugar de descanso sino también en un espacio para el aprendizaje.

## Diseño
Su diseño diseño arquitectónico está pensado en la cosmogonía muisca, por lo que cuenta con plazas, caminos, plazoletas y obeliscos con nombres alusivos a esta cultura, motivo que lo hace un escenario único en el Distrito Capital.

## Actividades
En el Parque Mirador de los Nevados se desarrolla la estrategia Aulas Ambientales de la Secretaría Distrital de Ambiente. Esta estrategia de educación ambiental no formal, busca por medio de procesos pedagógicos fortalecer sujetos políticos con capacidad de apropiación del territorio, intervención y movilización social, para mejorar la calidad de vida de la población y las condiciones del entorno. El Humedal Santa María del Lago, el Parque Ecológico Distrital de Montaña Entrenubes y el Parque Soratama también pertenecen a la estrategia de Aulas Ambientales. Este es un parque en donde habitan distintas especies únicas en Suramérica. Debido a su carácter de parque para la recreación pasiva está prohibido actividades como correr, practicar algún deporte, acampar o realizar pícnic. Por la misma razón no se permite el ingreso de mascotas, balones, bicicletas, patines y ningún objeto que produzca ruido.